# Hoepelroknarcis
De hoepelroknarcis (Narcissus bulbocodium) is een bolgewas uit de narcisfamilie (Amaryllidaceae). De twee tot zeven dunne, gespitste bladeren per plant zijn tot 45 cm lang en donkergroen van kleur.
De hoepelroknarcis bloeit van maart tot mei. De zes bloemdekbladeren zijn lintvormig tot smal-driehoekig en 0,6-1,5 cm lang. De bijkroon is zeer groot, trechtervormig, 0,7-2,5 cm lang en lichtgeel tot diep oranjegeel. De vruchten zijn doosvruchten.
De hoepelroknarcis komt van nature voor in Spanje, Portugal, Zuidwest–Frankrijk, Marokko en Algerije. De soort komt voor in struikgewassen, rotsvelden en bergweiden.